# Pawłowice (gmina)
Pour les articles homonymes, voir Pawłowice.
La gmina de Pawłowice est une commune rurale de la voïvodie de Silésie et du powiat de Pszczyna. Elle s'étend sur 75,77 km2 et comptait 18 136 habitants en 2010. Son siège est le village de Pawłowice qui se situe à environ 17 kilomètres à l'ouest de Pszczyna et à 38 kilomètres au sud-ouest de Katowice.

## Villages
La gmina de Pawłowice comprend les villages et localités de Golasowice, Jarząbkowice, Krzyżowice, Pawłowice, Pielgrzymowice, Pniówek et Warszowice.

## Villes et gminy voisines
La gmina de Pawłowice est voisine des villes de Jastrzębie-Zdrój et de Żory et des gminy de Pszczyna, Strumień, Suszec et Zebrzydowice.